# Драмометр

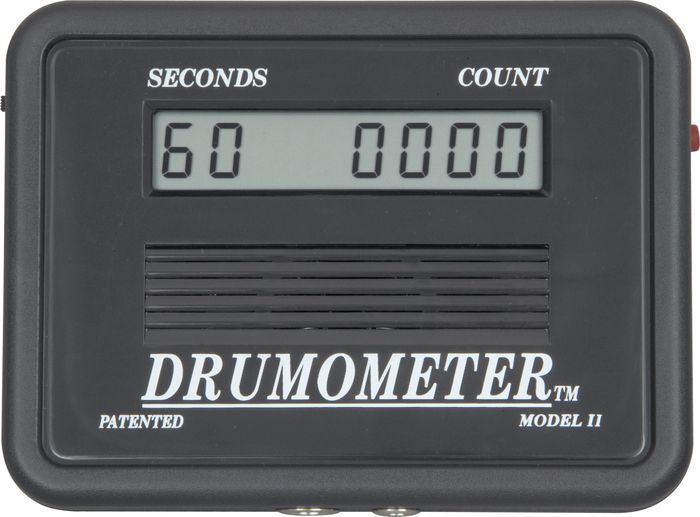
Электронный драмометр

Драмометр (англ. drum — барабан, meter — счетчик) - прибор для измерения скорости игры на барабанах.
Первый прототип прибора был создан в 1999 году американскими барабанщиками Бу Макафи и Крейгом Аланом. Впервые он был представлен на конвенции PASIC в г.Колумбус, штат Огайо, США. Получив массу положительных отзывов о новом устройстве, Бу Макафи и Крейг Алан продолжили работу над прототипом, и в 2000 году в продаже появилась первая массовая версия.
Современная модификация драмометра называется - DRUMOMETER MODEL II. Он является официальным измерительным устройством на международном конкурсе скоростных барабанщиков World Fastest Drummer. Лучшие результаты заносятся в Книгу Рекордов Гиннесса. прибор позволяет определять скорость одиночных ударов руками и ногами при помощи специальных датчиков.
Помимо барабанного спорта, драмометр используется педагогами и профессиональными барабанщиками для регулярных занятий и для работы с учениками. Прибор позволяет фиксировать достижения барабанщика, следить за его техническим прогрессом, а также проводить состязания среди учеников барабанного класса, стимулируя учащихся к активным занятиям.